# Fünf Rathas
Die Fünf Rathas bilden eine Gruppe von monolithischen Scheintempeln in der Kleinstadt Mamallapuram im südindischen Bundesstaat Tamil Nadu. Zusammen mit anderen Monumenten in der ehemals bedeutenden Hafenstadt Mamallapuram gehören die ungewöhnlich originellen Bauten seit dem Jahr 1984 zum UNESCO-Weltkulturerbe. Ihre genaue Funktion und ihre exakte Datierung sind bis heute strittig; sie werden jedoch häufig dem Pallava-Herrscher Narasimhavarman I. zugeschrieben. Die Bezeichnung ratha ist von den hinduistischen hölzernen Tempelwagen Südindiens abgeleitet, mit denen sie jedoch nur indirekt etwas zu tun haben.

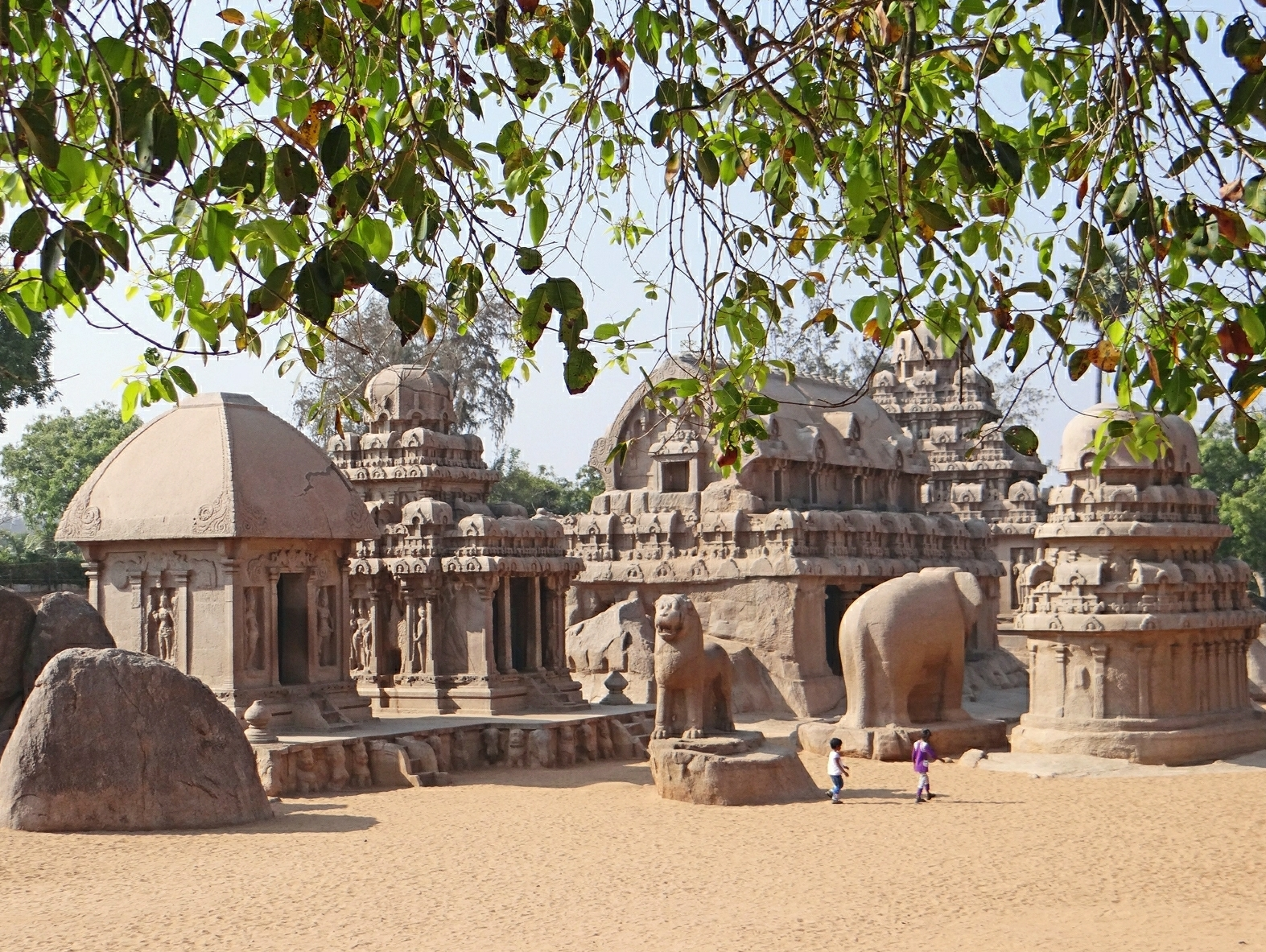
Gruppe der Fünf Rathas

## Lage

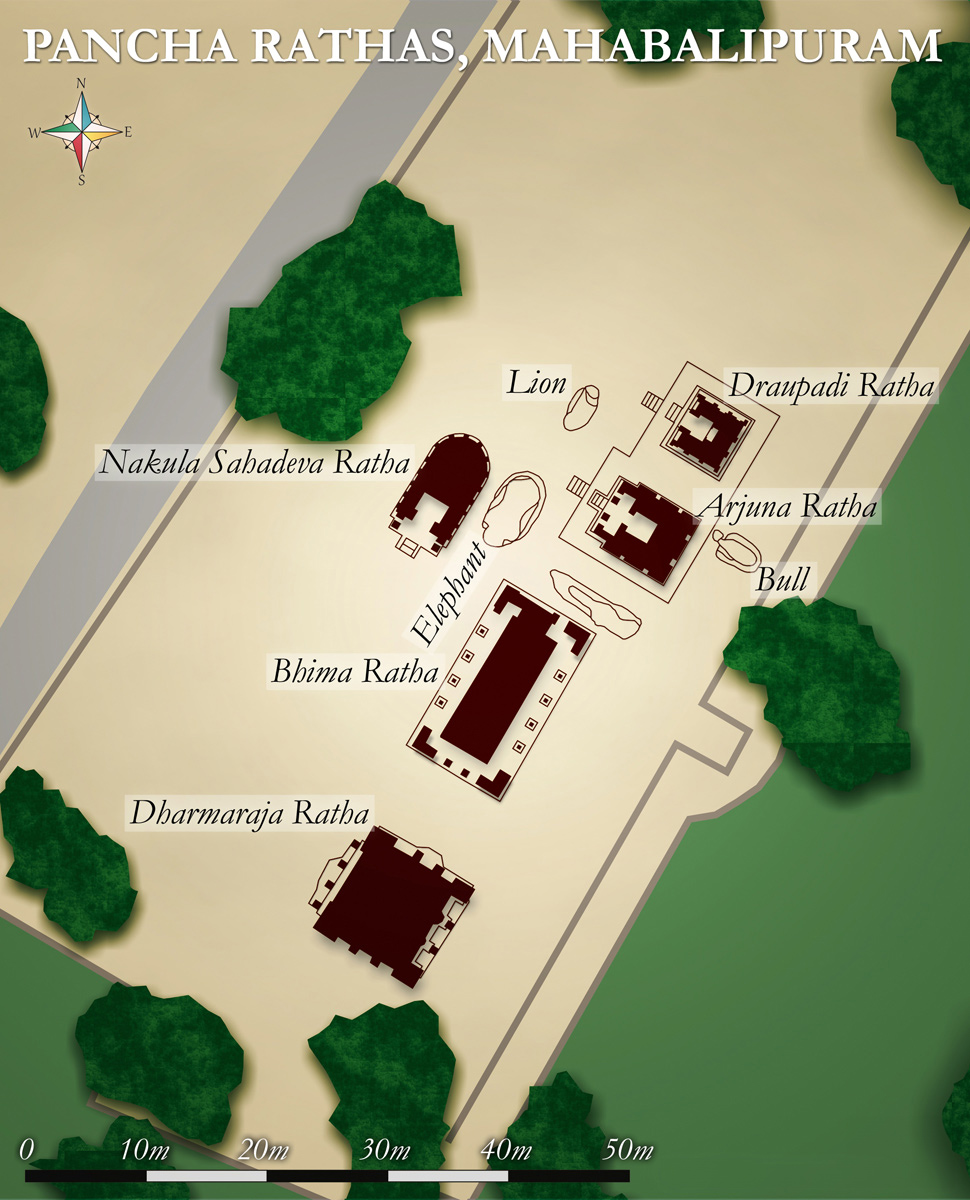
Lage der Fünf Rathas

Die Rathas stehen nahe beieinander etwa 1,5 km südlich des Ortszentrums von Mamallapuram und nur ca. 500 m westlich der Küstenlinie des Golfs von Bengalen in einer Höhe von ca. 3 m.

## Geschichte
Die Rathas waren ursprünglich eine Ansammlung von mehreren größeren aus dem Sand emporragenden Granitblöcken, die im 7. Jahrhundert mit großem handwerklichen Aufwand zu fünf Scheintempeln sowie drei Tierfiguren (Elefant, Löwe, Bulle) umgestaltet wurden. Strittig ist, wann genau dies geschah – einige Forscher befürworten eine Frühdatierung zusammen mit anderen Felstempeln in der Umgebung (um 630/40); andere hingegen sind für eine spätere Phase unmittelbar vor dem Baubeginn des Küstentempels (um 680/90). Ähnlichkeiten in den Inschriften am Dharmaraja-Ratha mit denen am Kailasanatha-Tempel in Kanchipuram unterstützen die letztgenannte These. Schon bald nach ihrer Fertigstellung wurden die nicht für kultische Zwecke gedachten Rathas vergessen und erst im 19. Jahrhundert von den Briten „wiederentdeckt“. Ihre Namen sind von den legendären Pandava-Brüdern und ihrer gemeinsamen Ehefrau Draupadi entlehnt.

## Architektur
Nach vorherrschender Meinung handelt es sich bei den mit blinden Eingangszonen versehenen und somit nicht oder nur ansatzweise betretbaren Rathas um gleichzeitig oder kurz nacheinander fertiggestellte Experimentalbauten, an denen im mehr oder weniger verkleinerten Maßstab Gestaltungsmöglichkeiten für den Bau freistehender Tempel inklusive ihrem Figurenschmuck ausprobiert wurden. Während die Erdgeschosszonen aller fünf „Bauten“ weitgehend gleich gestaltet sind, unterscheiden sich die Dachaufbauten erheblich voneinander. Alle Rathas haben keinen ebenerdigen Eingang, sondern sind gegenüber dem umgebenden Gelände durch Umgangsplattformen (jagatis) oder Sockelzonen erhöht, was bei den oft heftigen Regenfällen der Monsunzeit Schutz vor Feuchtigkeit bietet und gleichzeitig freilaufende Tiere vom Betreten und Verschmutzen abhält; darüber hinaus ist die Erhöhung der „Bauten“ auch symbolisch gemeint.

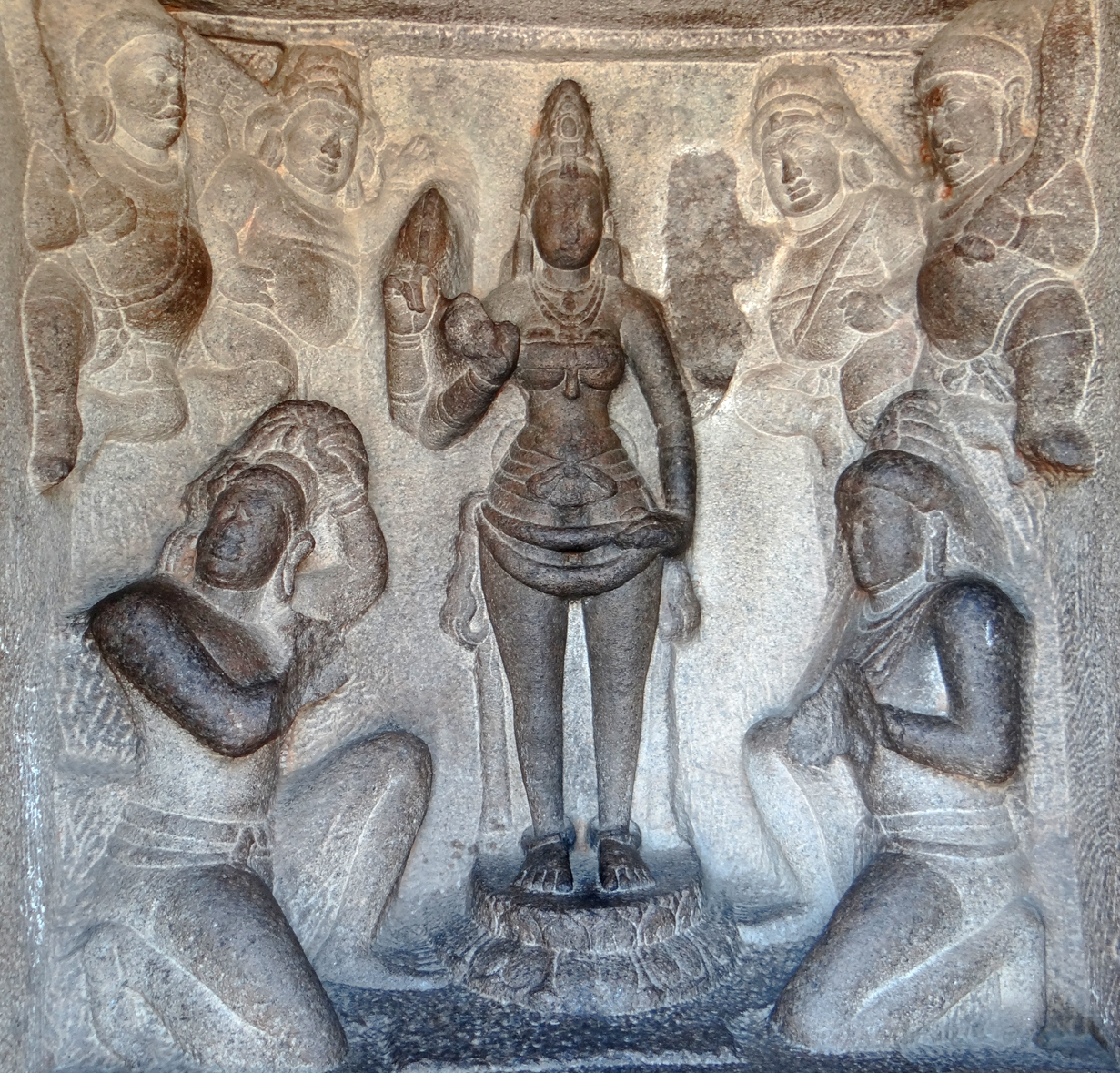
Lakshmi-Relief im Draupadi-Ratha

### Draupadi-Ratha
Der nördlichste und kleinste Tempel wurde nach Draupadi benannt; er steht – zusammen mit dem südlich anschließenden Arjuna-Ratha – auf einer gemeinsamen, von kleinen Löwenfiguren getragenen und ca. 50 cm hohen Umgangsplattform. Der Eingang zur Cella (garbhagriha) ist gegenüber der Plattform nochmals um ca. 50 cm erhöht; die dazugehörigen Treppenstufen sind exakt gearbeitet. Das durch Pilaster gegliederte Erdgeschoss zeigt im Relief gearbeitete weibliche Wächterfiguren (dvarapalas) links und rechts des Eingangs sowie Nischen mit Götterfiguren an den übrigen Außenwänden. Das Dach imitiert nach vorherrschender Meinung die bei Wohnbauten üblichen Stroh- oder Schilfdächer; es ist an den Kanten und an den vier Ecken durch vegetabilische Formen ornamentiert. In der Cella befindet sich ein unvollendetes Relief der Göttin Lakshmi auf einem Lotospodest mit anbetenden Begleitfiguren.

### Arjuna-Ratha
Das Erdgeschoss des südlich anschließenden Arjuna-Rathas ist durch Mauervorsprünge (rathas) und figurenbesetzte Nischen deutlich differenzierter gestaltet. Es hat einen durch zwei Pfeiler dreigeteilten Eingang, hinter dem sich eine kleine Vorhalle (mandapa) befindet. Oberhalb eines durch kleine Blendfenster (kudus) verzierten Traufgesimses befinden sich zahlreiche Scheinarchitekturen in Form von kleinen Schreinen, die sich im oberen Teil des gestuften Daches wiederholen. Das Dach schließt mit einer leicht gerippten „Schirmkuppel“, wie sie an späteren Freibautempeln in weiten Teilen Südindiens üblich werden wird.

### Bhima-Ratha
Das durch zwei Pfeilerreihen, hinter welchen sich schmale Vorhallen (mandapas) befinden, gestaltete Erdgeschoss des langgestreckten Bhima-Ratha scheint in weiten Teilen unvollendet geblieben zu sein. Das Traufgesims ist leicht abgerundet und zeigt kleine Blendfenster; oberhalb davon befinden sich zahlreiche Scheinarchitekturen, die ein längliches haus- oder palastähnliches und durch Dachgauben aufgelockertes Gebäude umschließen, dessen Giebelfronten durch Scheineingänge mit repräsentativen Aufbauten gekennzeichnet sind.

### Dharmaraja-Ratha
Das Darmaraja-Ratha ähnelt im Wesentlichen dem Arjuna-Ratha, ist jedoch in seiner Grundfläche knapp doppelt so groß. Auch hier enden die horizontal gestuften Dachaufbauten in einer „Schirmkuppel“. In einer Ecke des Baus befindet sich eine Figur, die durch eine „Topfkrone“ sowie durch eine Inschrift über ihrem Kopf als König Narasimhavarman I. gekennzeichnet ist.

### Nakula-Sahadeva-Ratha
Das letzte der 5 Rathas steht nicht in der Reihe der anderen, sondern davor. Sein Eingang ist nach Südwesten orientiert; dadurch und durch seine auf einer Seite apsidial abgerundete Form unterscheidet es sich architektonisch von den übrigen Bauten. Der Dachaufbau ist ein Zwischending zwischen dem des Bhima-Ratha und dem des Dharmaraja-Ratha.

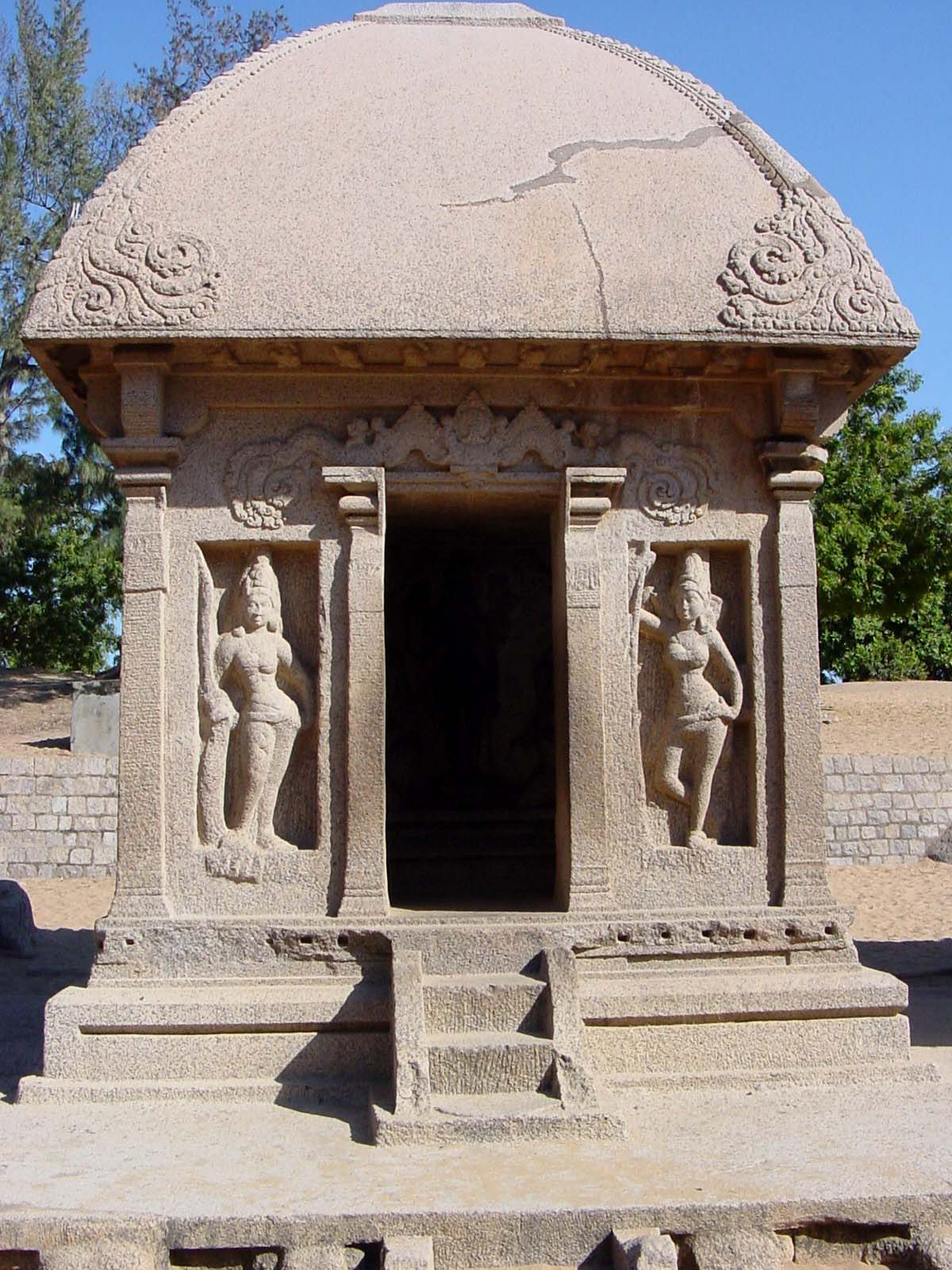
Draupadi-Ratha
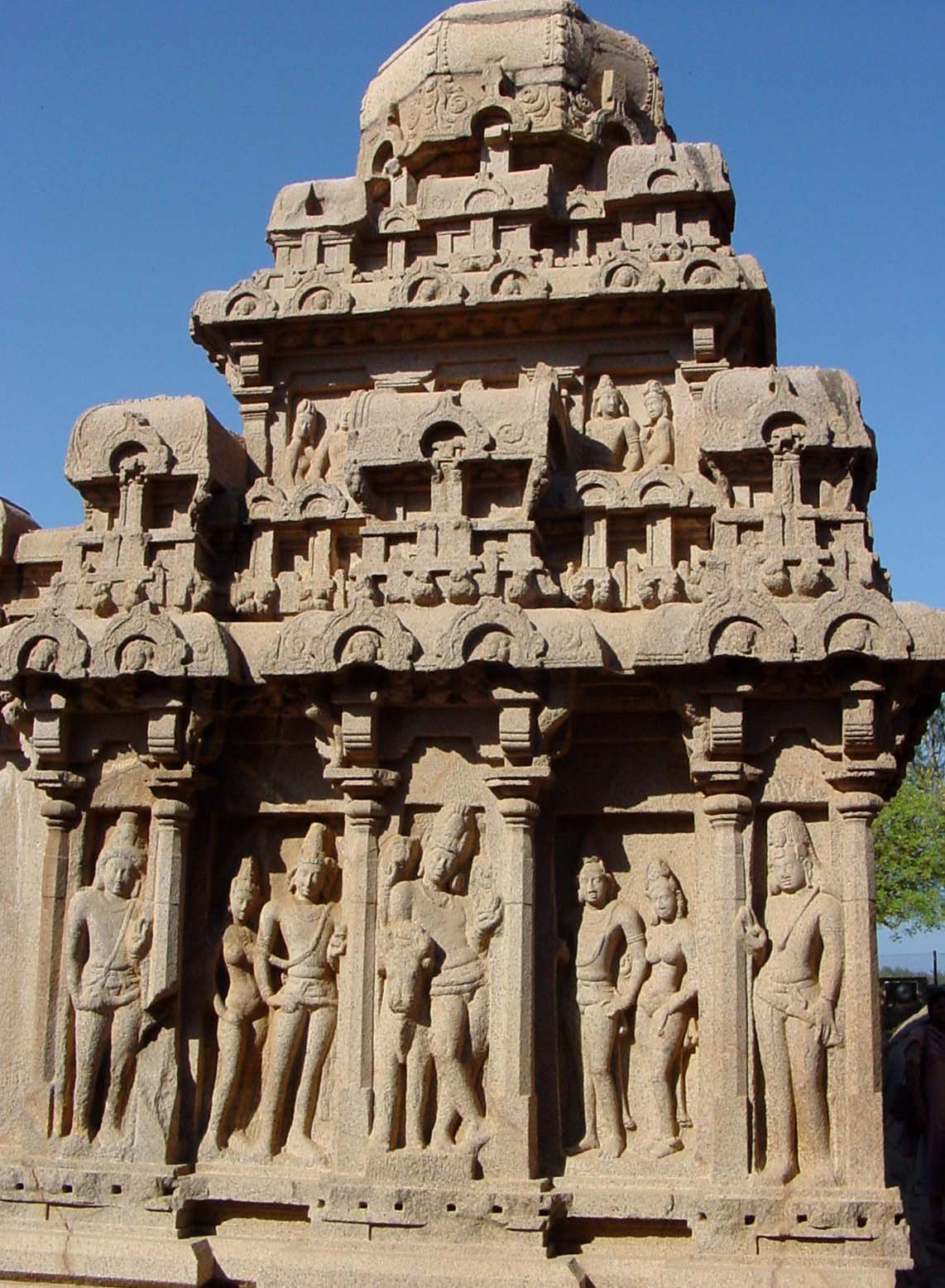
Arjuna-Ratha
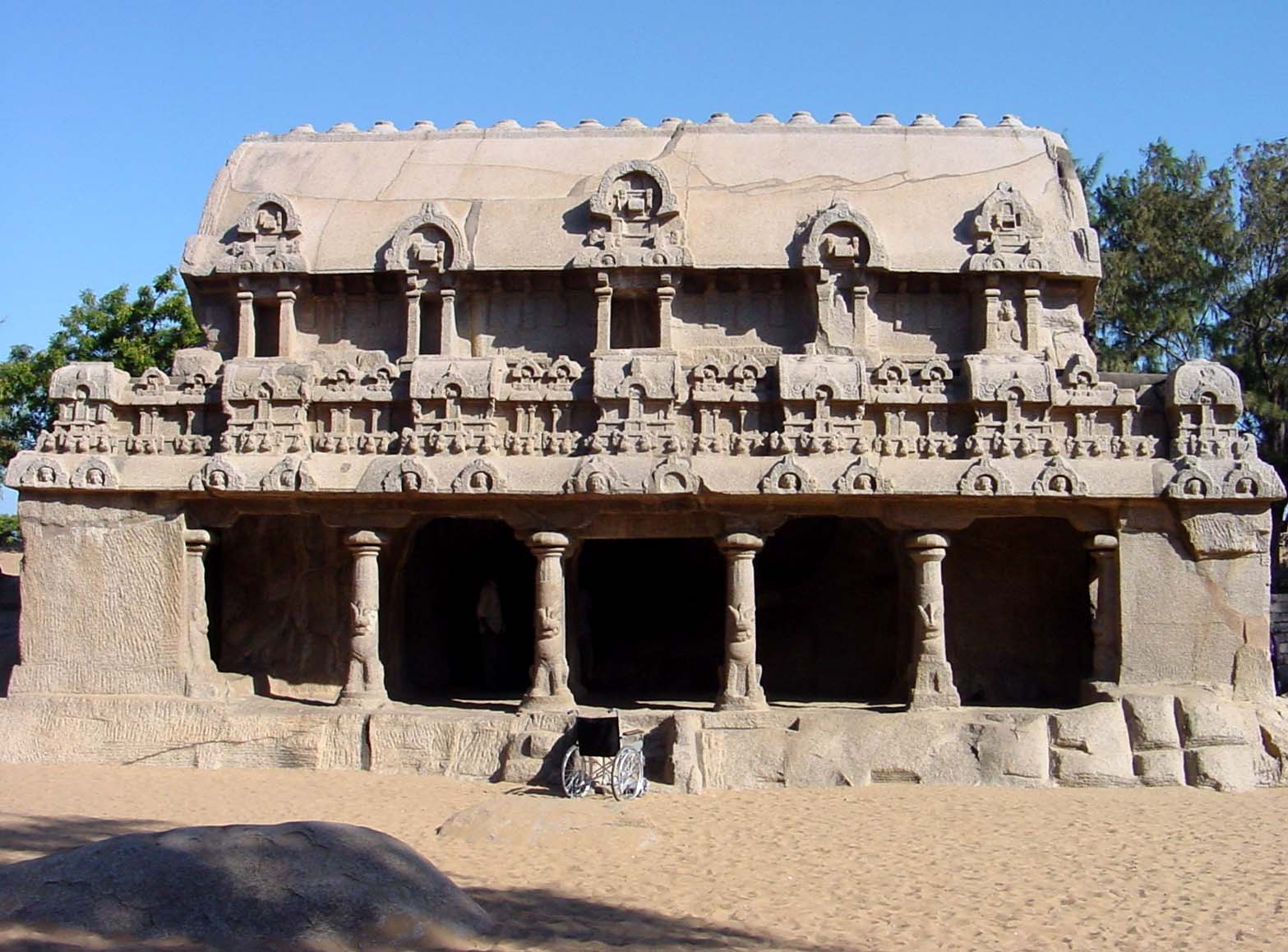
Bhima-Ratha
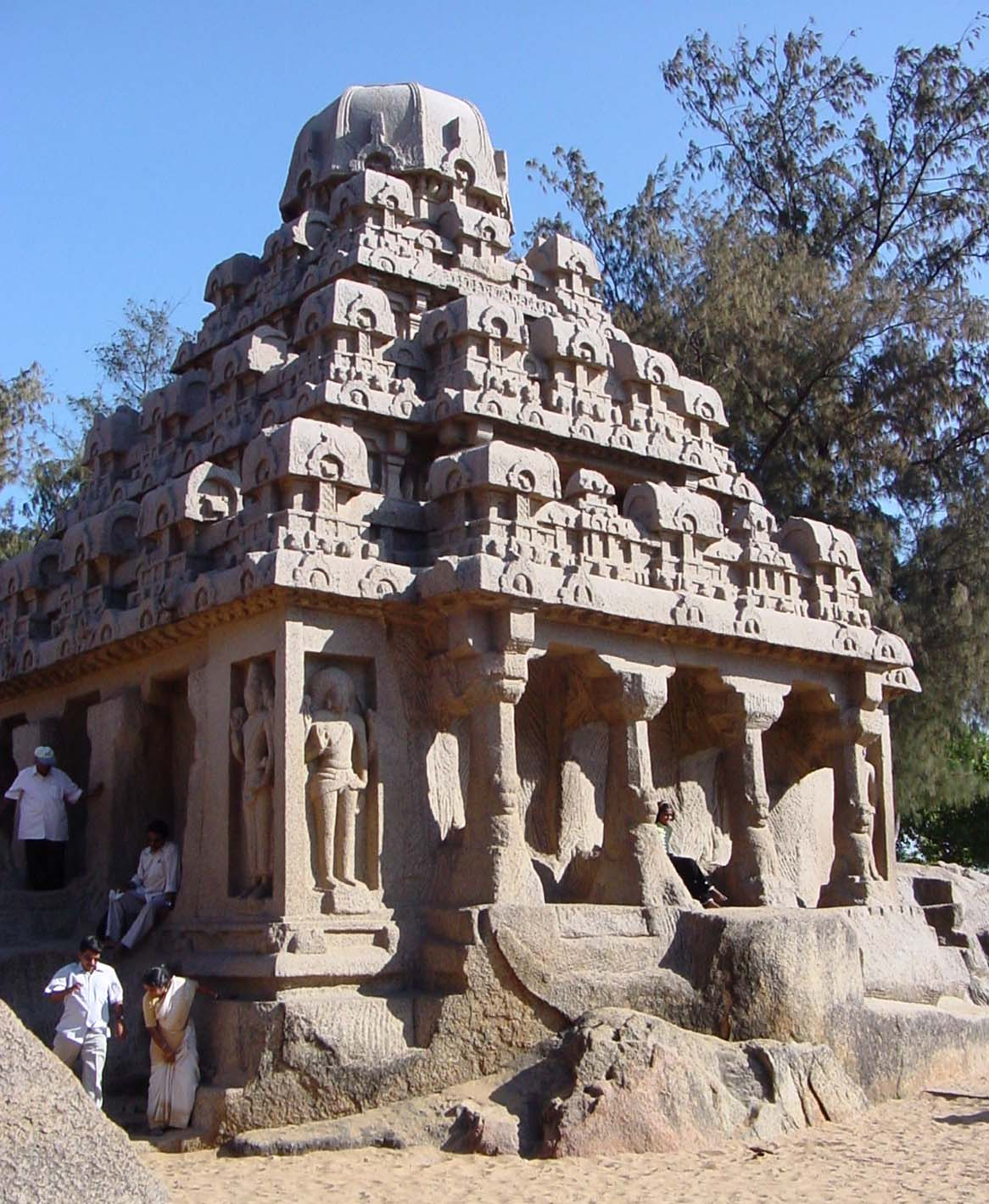
Dharmaraja-Ratha
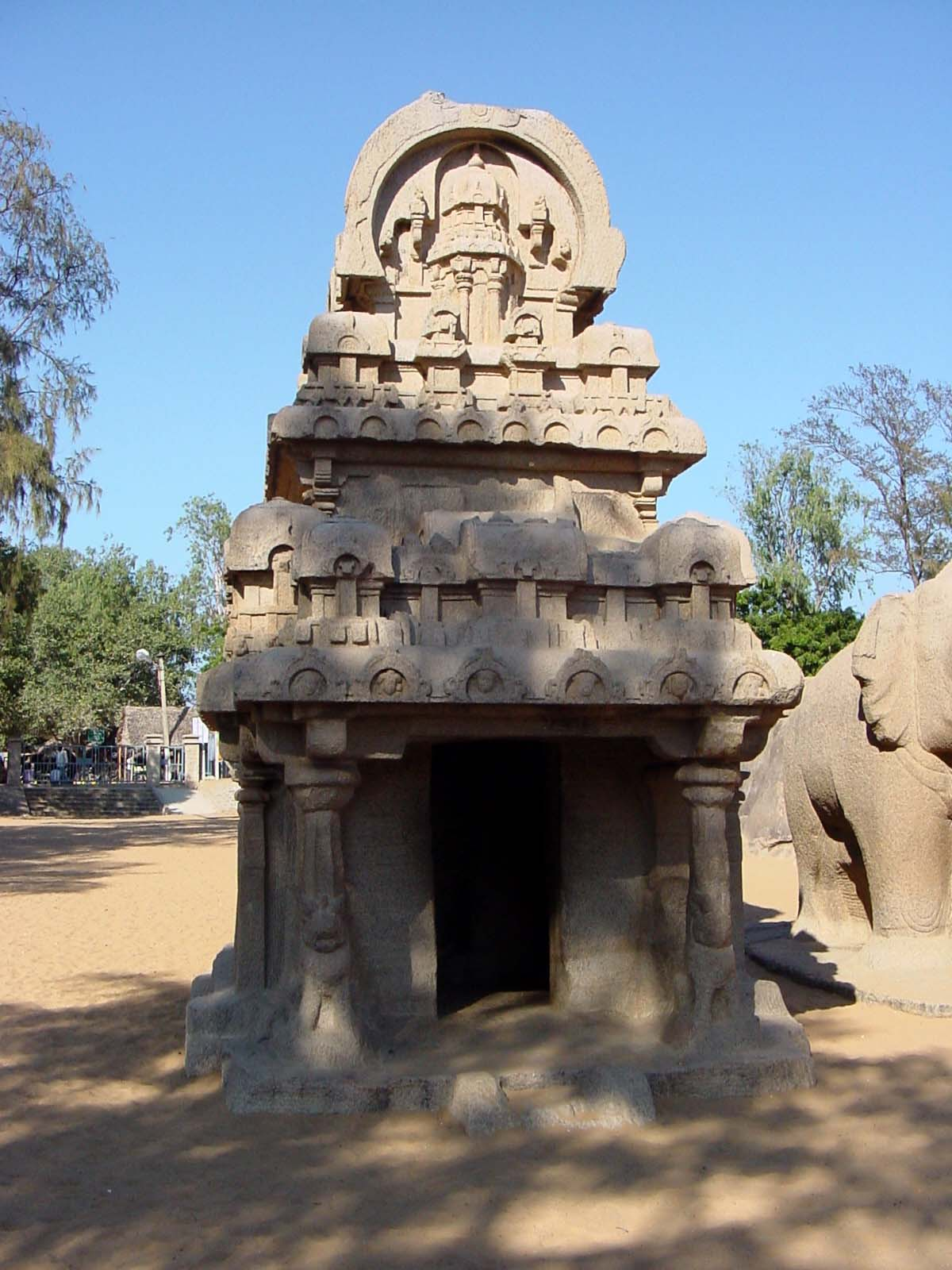
Nakula-Sahadeva-Ratha

## Tierfiguren
Vor den Rathas befinden sich mehrere steinerne Tierfiguren. Beim Löwen und beim Elefanten ist unterhalb des Körpers noch ein Rest des Felsens zu erkennen, aus dem sie herausgearbeitet wurden. Die Oberfläche des liegenden Nandi-Bullen, dem Reittier (vahana) Shivas, ist nicht geglättet. Während freistehende Elefanten und Löwen an den späteren Bauten der Pallava-Architektur nur selten in Erscheinung treten, sind liegende Nandi-Bullen zahlreich vertreten (z. B. am nur knapp 2 km entfernten Küstentempel).

## Kunsthistorische Einordnung
Die ab etwa 620 n. Chr. einsetzende Steinarchitektur der Pallavas bestand in ihrer Anfangsphase lediglich aus Höhlentempeln (z. B. Mandagapattu, Mamandur, Mahendravadi u. a.). Die Gestaltung der Außenwände und des Daches war hierbei ohne Bedeutung und musste – abgesehen von den älteren, nicht erhaltenen und deshalb unbekannten Holztempeln – vollkommen oder weitgehend neu erfunden werden. In diesem Umfeld entstanden die Fünf Rathas, die verschiedene Gestaltungsmöglichkeiten präsentieren: Während die Gliederung der Außenwände des Erdgeschosses bei späteren Freibautempeln von allen fünf Schreinen gleichermaßen entlehnt werden konnte (Pfeilerportikus, Pilaster und Figurennischen), wurde bei den Dachformen eindeutig die abgestufte, insgesamt pyramidale und – durch Verwendung von Scheinarchitekturen – äußerst repräsentative Gestaltungsweise (vimana) des Arjuna- und des Dharmaraja-Ratha bevorzugt – der Küstentempel von Mamallapuram und der Kailasanatha-Tempel von Kanchipuram sprechen in dieser Hinsicht eine deutliche künstlerische Sprache, die noch Jahrhunderte später bei den kleineren (z. B. Kannanur, Narthamalai, Thirubhuvanai u. v. a.) und größeren Tempeln der Chola-Dynastie imitiert wurde.